# Estação Largo Treze
A Estação Largo Treze é uma estação da Linha 5–Lilás do metrô da cidade brasileira de São Paulo operada pela ViaMobilidade. Foi inaugurada em 20 de outubro de 2002 e está localizada na Avenida Padre José Maria, e é anexa ao Terminal Santo Amaro, da SPTrans.

## História
O projeto da estação Largo Treze foi realizado em 1993. Na primeira versão, o Terminal de ônibus Santo Amaro (aberto em 1987) seria demolido e a estação construída em seu lugar. Após a análise dos prós e contras dessa opção, ela foi descartada e um novo projeto foi desenvolvido integrando a estação, o terminal e o Largo Treze de Maio. A mudança do projeto provocou impactos no Clube Municipal Jörg Bruder. Em 1997 a CPTM obtém um empréstimo junto ao Banco Interamericano de Desenvolvimento (BID) para realizar as obras. O emprego da CPTM na gestão das obra se deveu ao alto endividamento da Companhia do Metropolitano de São Paulo que lhe impossibilitava de obter novos empréstimos. No início das obras, em março de 1998, partes do clube tiveram de ser interditadas para a escavação do poço da estação. Com a conclusão das escavações, o clube foi devolvido reformado para a a comunidade. Como contrapartida das obras, a Catedral de Santo Amaro foi reformada, incluindo suas fundações.
Em julho de 2001, o governo paulista anunciou que as obras da estação (e da Linha 5) seriam entregues no segundo semestre de 2002. As obras foram concluídas em 20 de julho de 2002, cerca de uma semana antes do 2º turno das Eleições estaduais em São Paulo em 2002 e Eleição presidencial no Brasil em 2002. Com a entrega da estação (e da Linha 5), esta foi repassada para o Metrô de São Paulo.

## Toponímia
A estação recebeu o nome do Largo 13 de Maio, ponto histórico da fundação da antiga cidade de Santo Amaro. Até então conhecido por Largo do Jogo da Bola, em 1885, a câmara de Santo Amaro alterou sua denominação para Largo Tenente Adolfo como homenagem a Adolfo Alves Pinheiro de Paiva (que posteriormente irá se tornar nome de avenida). Após a assinatura da Lei Áurea em 13 de maio de 1888, a Câmara de Santo Amaro altera novamente a denominação do Largo de Tenente Adolfo para Treze de Maio.
Durante a realização de pesquisa toponímica para a denominação da estação, a CPTM registrou três sugestões. Essas sugestões foram colocadas em votação aberta para a população local, tendo o seguinte resultado:
- Largo Treze = 65 % dos votos válidos;
- Santo Amaro = 25% dos votos válidos;
- Padre Antonio José Maria (nome oficial do terminal de ônibus) = 10% dos votos válidos;

Dessa forma, a nova estação foi batizada Largo Treze.

## Características

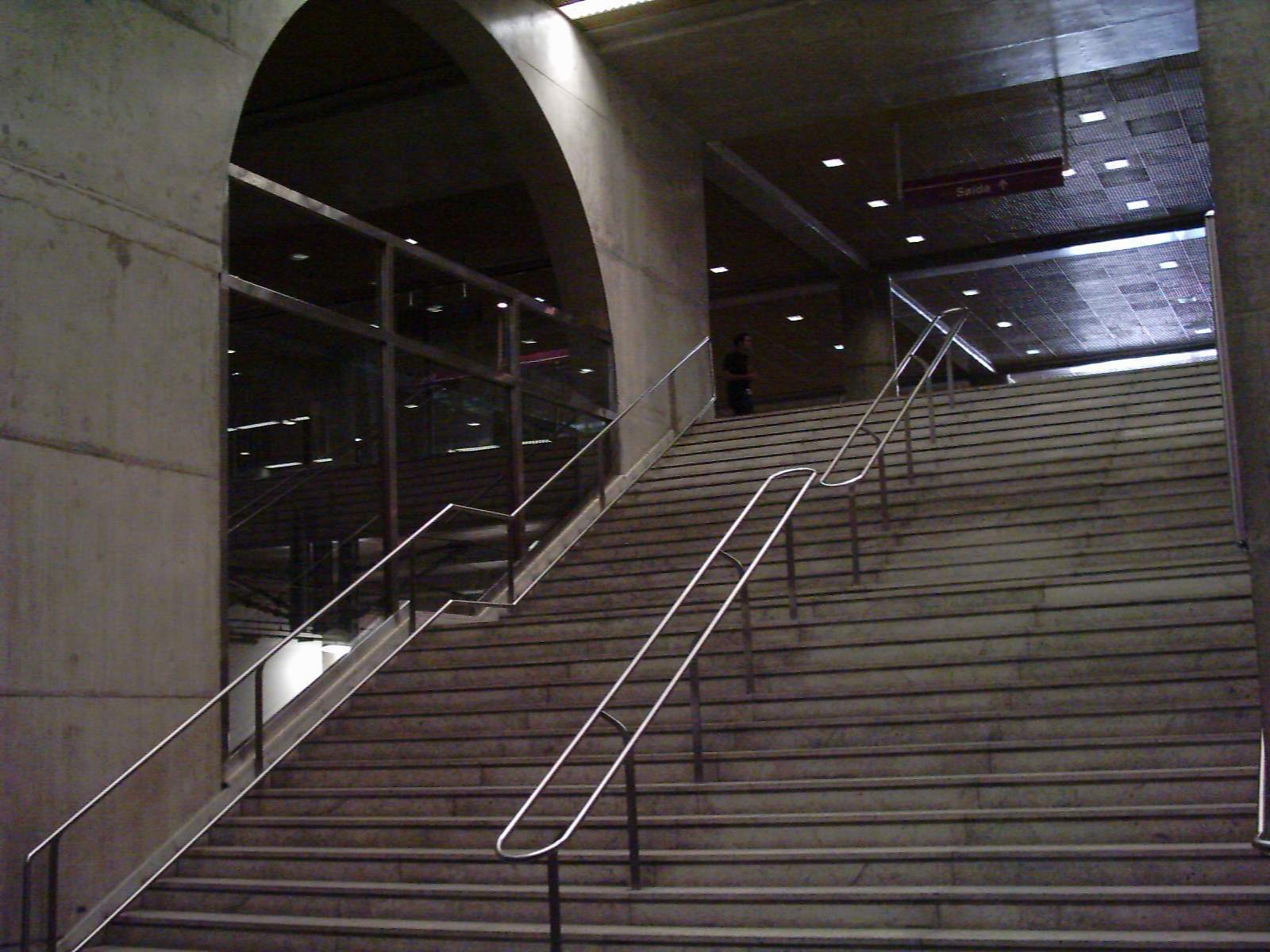
Escadas de acesso à plataforma

Estação com 2 mezaninos de distribuição em subsolo e plataformas laterais um nível abaixo dos mezaninos, toda em estrutura de concreto aparente. Possui acesso para portadores de deficiência em um dos mezaninos (lado do Terminal) e integração com Terminal de Ônibus Urbano.
Circulação vertical composta de 8 escadas rolantes, 8 escadas fixas e 4 elevadores.
Capacidade de até 8.114 passageiros/hora/pico (no horizonte 2010).

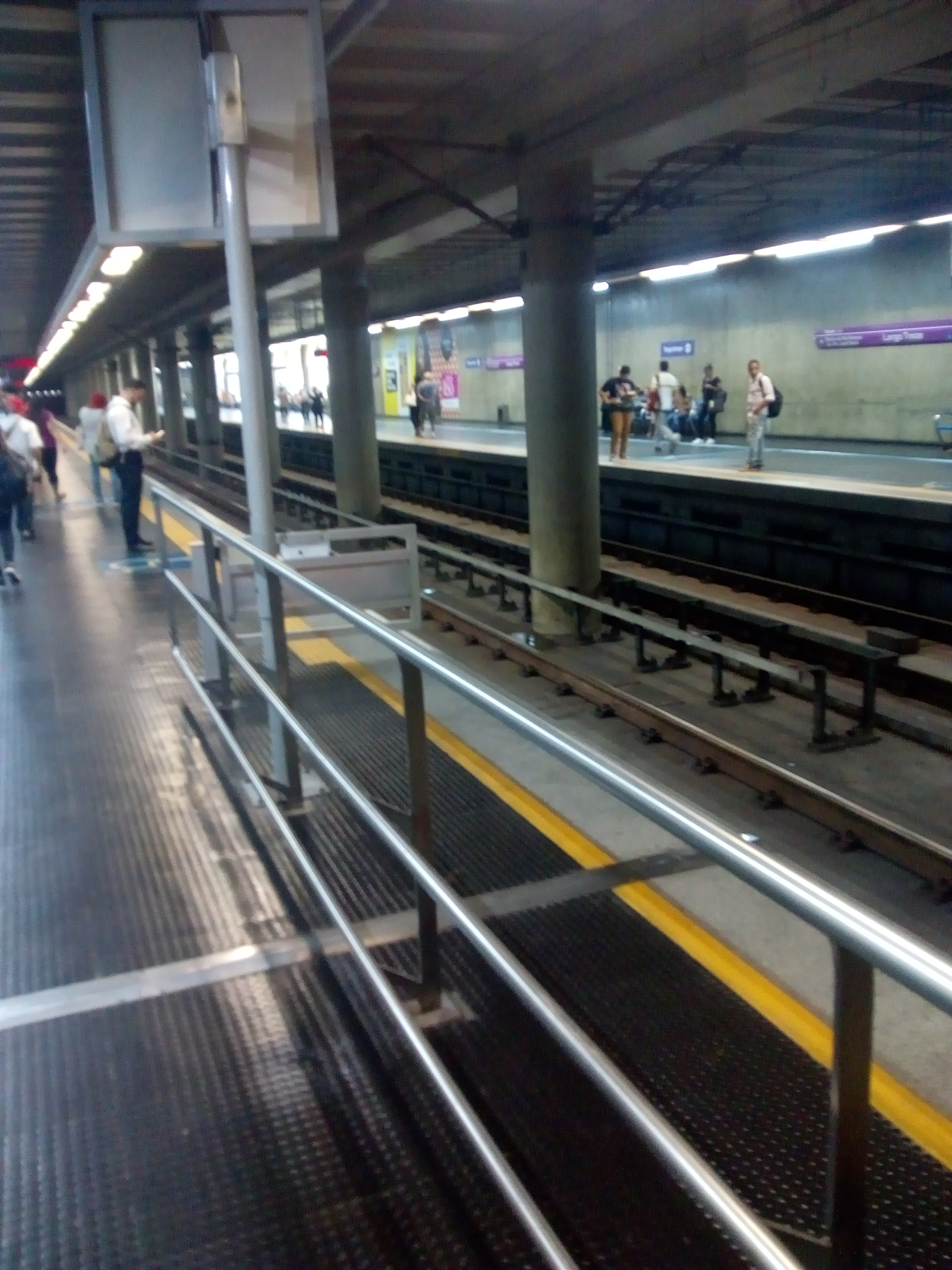
Estação Largo Treze em março de 2019

Área construída de 8.750m².

## Obras de arte
- "Voo da Aproximação" (painel), Gilberto Salvador, pintura e esmalte em cerâmica queimada à alta temperatura (2002), peças cerâmicas esmaltadas e coloridas. (150 m²), instalado na parede em frente ao mezanino de acesso ao Terminal de Ônibus.[11]

## Tabela
| Linha   | Terminais                      | Estações | Principais destinos | Duração das viagens (min) | Intervalo mínimo entre trens (s) | Funcionamento                                                        |
| ------- | ------------------------------ | -------- | --- | ------------------------- | -------------------------------- | -------------------------------------------------------------------- |
| 5 Lilás | Capão Redondo ↔ Chácara Klabin | 17       | Vila Mariana, Vila Clementino, Ibirapuera, Moema, Indianópolis, Campo Belo, Brooklin, Santo Amaro, Jardim São Luís, Campo Limpo, Capão Redondo | 33                        | 75 (projetado) 165 (atual)       | De domingo à sexta-feira, das 4h40 às 0h. Aos sábados das 4h40 às 1h |

| Sigla | Estação     | Inauguração           | Capacidade                  | Integração               | Plataformas | Posição     | Notas                                      |
| ----- | ----------- | --------------------- | --------------------------- | ------------------------ | ----------- | ----------- | ------------------------------------------ |
| LTR   | Largo Treze | 20 de outubro de 2002 | 8 mil passageiros hora/pico | Bilhete Único da SPTrans | Laterais    | Subterrânea | Estação com estrutura de concreto aparente |